# Zitrusschmierlaus
Die Zitrusschmierlaus (Planococcus citri) ist eine Schildlaus aus der Familie der Schmierläuse (Pseudococcidae).

## Merkmale
Die weiblichen Läuse erreichen eine Körperlänge von 3 bis 5 Millimetern. Sie haben einen ovalen, rosa gefärbten Körper, der mit weißen Wachsausscheidungen bedeckt ist. Diese bilden an den Seiten des Körpers einen Ring aus kleinen Fädchen. Die Männchen sind deutlich kleiner als die Weibchen und sind geflügelt.

## Vorkommen
Die Art ist eine der häufigsten Schmierläuse und kommt in allen tropischen Regionen der Erde vor (pantropische Verbreitung). Man findet sie aber auch in den Subtropen, insbesondere in nahezu allen Ländern mit Kaffeeplantagen. In vielen anderen Teilen der Erde kommen sie an Zierpflanzen in Häusern und Wohnungen vor.

## Lebensweise
Sowohl die Nymphen als auch die Imagines der Zitrusschmierlaus können sich fortbewegen. Es gibt zwei Formen der Art. Die eine lebt an den Wurzeln der Pflanzen, die andere an deren Blättern, Zweigen und Früchten. Zu den Nahrungspflanzen, an denen die Art ein Schädling mit lediglich geringer wirtschaftlicher Relevanz ist, zählen Annona, Kaffee und Baumwolle. Weitere Nahrungspflanzen sind Bananen, Sternfrucht, Kakaobaum, Macadamia, Mango und Zitruspflanzen. Kolonien der Zitrusschmierläuse bestehen zu gleichen Teilen aus Männchen und Weibchen. Die Art erzeugt wenig Honigtau, ist aber trotzdem für einige Ameisenarten, wie etwa Anoplolepis longipes interessant. Durch den Schutz der Ameisen werden die Schäden an den Wirtspflanzen in der Regel verstärkt.

## Entwicklung

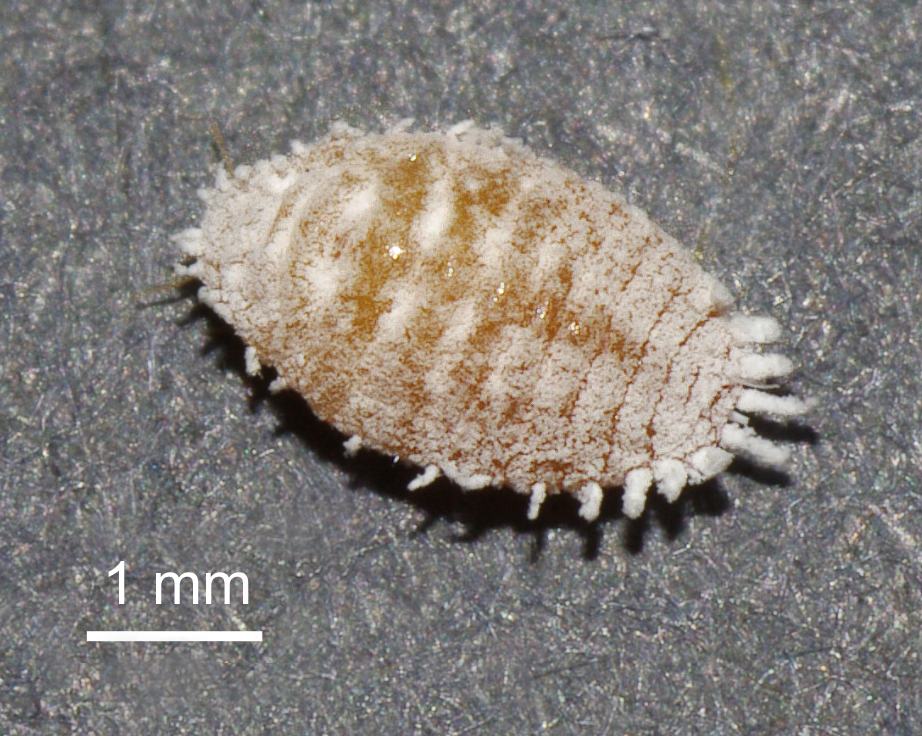
Weibliche Schmierlaus (Planococcus sp.)

Die Männchen durchleben vier Larvenstadien. An Kaffeepflanzen finden die vier Häutungen nach durchschnittlich 9,9 Tagen zum zweiten Stadium, nach 8,7 Tagen zum dritten, nach 2,5 zum vierten und nach 3 Tagen zum adulten Insekt statt. Im zweiten Stadium bildet sich ein dunkler Farbton um den Körper aus und etwa zwei Tage später beginnen die Tiere einen Kokon um sich zu spinnen, der mit ihrer Entwicklung dichter wird, bis sich schließlich die voll entwickelte Nymphe darin zur Imago häutet. Nach dem Schlupf leben die Männchen nur etwa 2 bis vier Tage, die gesamte Lebensspanne ab dem Schlupf aus dem Ei gerechnet beträgt durchschnittlich 27 Tage. Die Weibchen durchleben nur drei Larvenstadien. An Kaffeepflanzen finden die Häutungen nach durchschnittlich 11,5 Tagen zum zweiten Stadium, nach 8,2 Tagen zum dritten und nach 8,4 Tagen zum adulten Insekt statt. Weibchen leben mit einem Durchschnitt von 87,6 Tagen (inklusive Entwicklung 115 Tage) deutlich länger als die Männchen. Nach 15 bis 26 Tagen beginnen sie ihre gelborangen Eier abzulegen. Insgesamt werden etwa 200 bis 400 Stück in Gruppen gelegt und mit Wachs überzogen. Nach 2 bis 10 Tagen schlüpfen daraus die Nymphen. Sie sind während des ersten Stadiums nicht mit weißen Wachsausscheidungen bedeckt, diese tragen sie ab dem zweiten Stadium.

## Symbionten
2011 veröffentlichten John McCutcheon und Carol von Dohlen die Entdeckung symbiontischer Proteobakterien in der Zitrusschmierlaus, für die sie die Namen Tremblaya princeps und Moranella endobia vorschlugen. Es handelt sich dabei um eine zweistufige Symbiose. Während T. princeps (ein Betaproteobakterium) unmittelbar in der Zitrusschmierlaus lebt, lebt M. endobia (ein Gammaproteobakterium) im Zytosol von T. princeps.
Alle drei Organismen sind über die Synthese lebenswichtiger Aminosäuren miteinander verbunden. Die Zitrusschmierlaus kann diese nicht selbst produzieren. Sie werden von T. princeps hergestellt, das hierfür jedoch der Hilfe von M. endobia bedarf, da die Reaktionsketten in T. princeps selbst unvollständig sind. Bestimmte Aminosäuren (Arginin, Isoleucin und Phenylalanin) benötigen wahrscheinlich sogar die Mithilfe von Genen der Zitrusschmierlaus selbst. Noch ungeklärt ist bisher, auf welchem Weg die nötigen Zwischenprodukte und Enzyme zwischen den Organismen ausgetauscht werden.
T. princeps besitzt ein Genom mit lediglich 139 Kilobasen. Es ist das kleinste Genom, das je in einer Zelle gefunden wurde.

## Schäden
Zitrusschmierläuse verursachen gelbe und anschließend verwelkende Blätter, und das Absterben der Wurzeln, was insbesondere in Verbindung mit dem Befall von Pilzen der Gattung der Porlinge (Polyporus) zum Absterben der gesamten Pflanze führen kann. An Kakaopflanzen wird überdies das Cacao-swollen-shoot-Virus (CSSV) übertragen.

## Natürliche Feinde und Bekämpfung

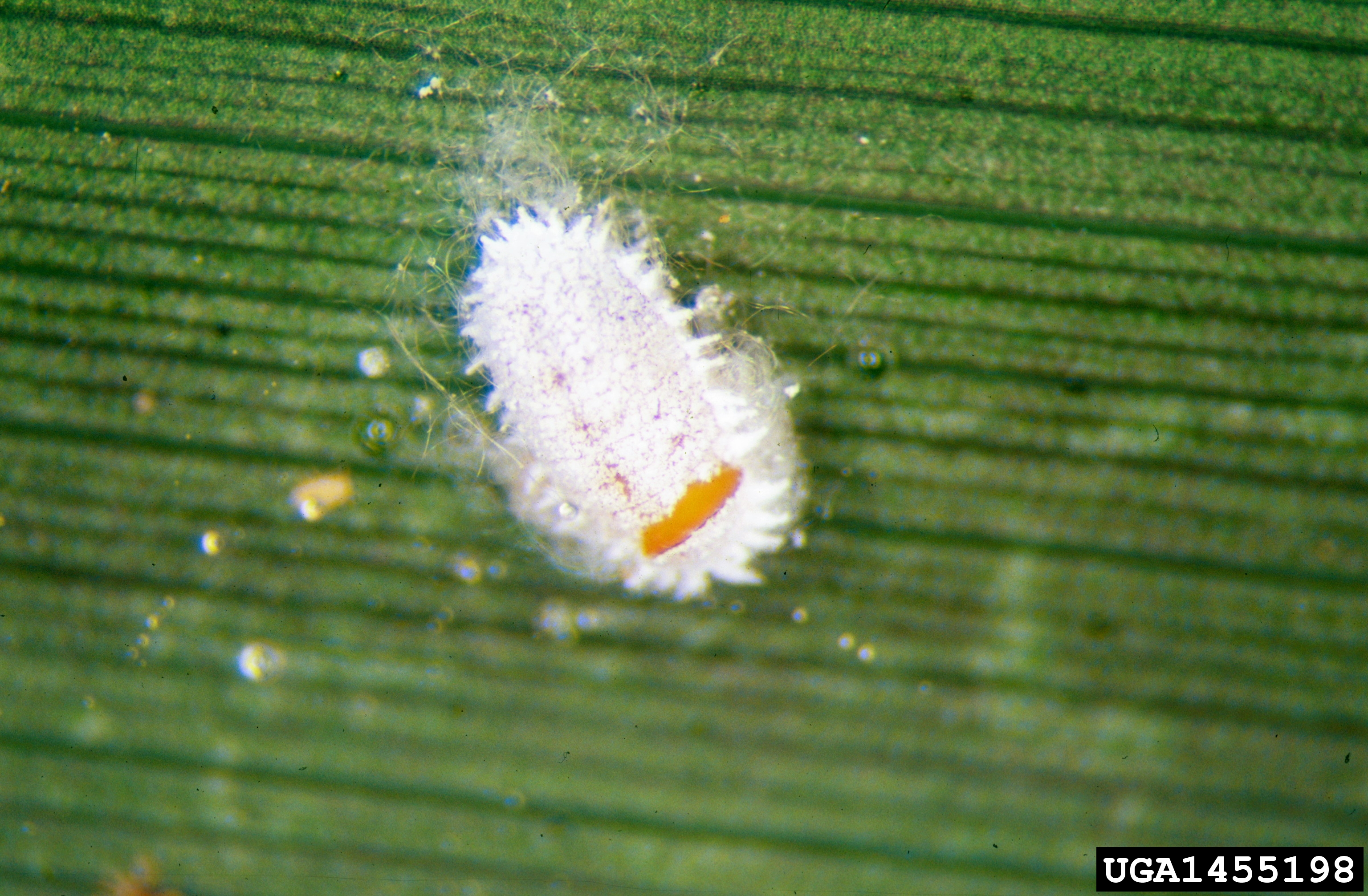
Zitrusschmierlaus, die von der Erzwespe Leptomastix dactylopii parasitiert ist

Zu den natürlichen Feinden zählen eine Reihe von parasitisch lebenden Hautflüglern und räuberischen Käfern. Auch Pilzbefall kann Kolonien dezimieren. 
Bei einem Befall kann man Pflanzen mit noch grünen oder gelben Blättern behandeln, bei bereits verwelkten Blättern müssen die Pflanzen ausgegraben und vernichtet werden. Zur Anwendung kommen Malathion, Diazinon, Dimethoat und Parathion insbesondere in Verbindung mit einer Pflanzenöl-Seifenlösung.

## Belege
- University of Hawaii, College of Tropical Agriculture and Human Resources, and Hawaii Department of Agriculture: Knowledge Master